# Geotrigona aequinoctialis
Geotrigona aequinoctialis là một loài Hymenoptera trong họ Apidae. Loài này được Ducke mô tả khoa học năm 1925.